# 加州鸥

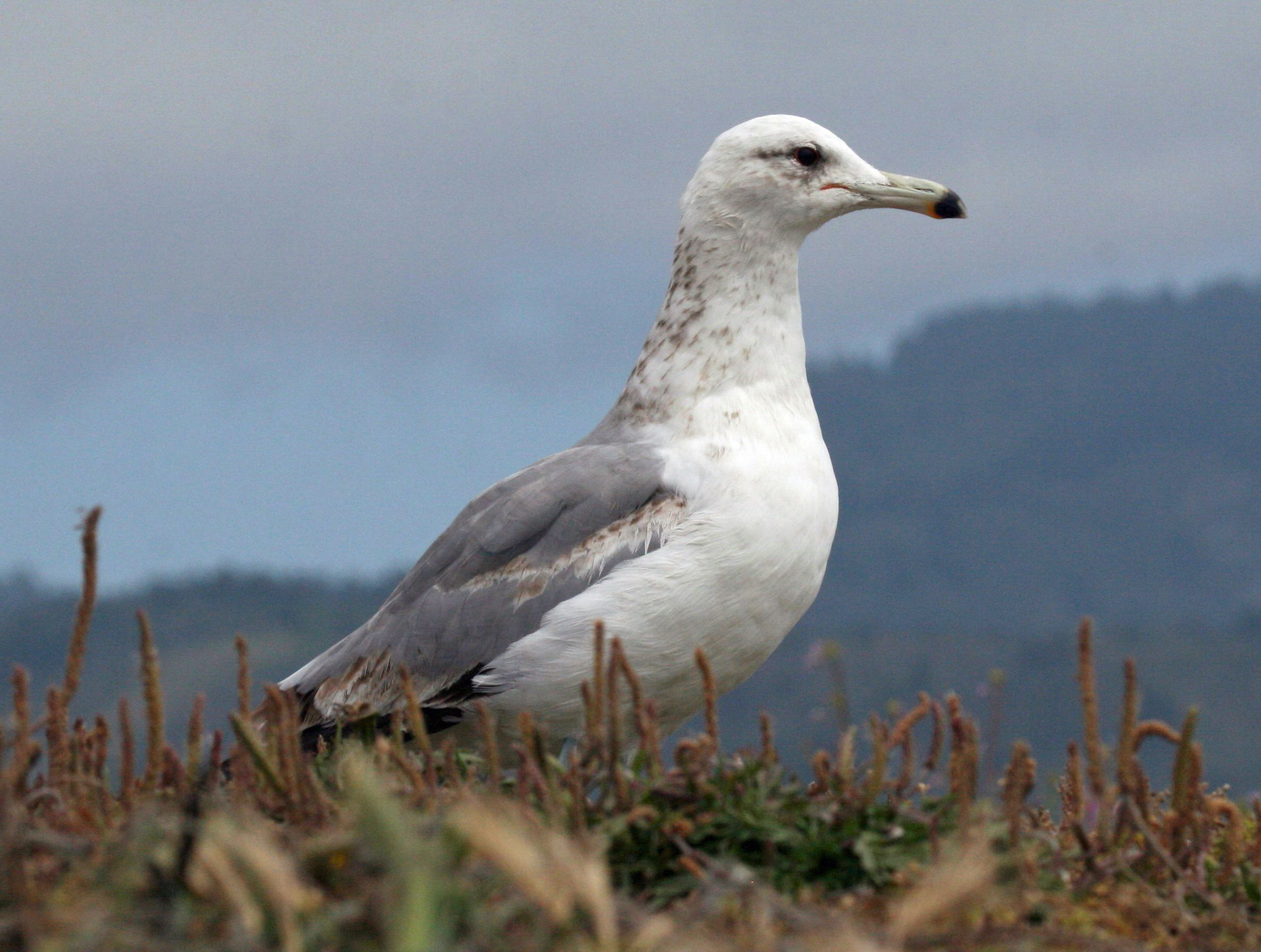
加州鸥

加州鸥（Larus californicus）是一种中等体型的鷗。該物種的繁殖栖息地位於北美洲西部内陆的湖泊和沼泽，範圍涵蓋西北地区、加拿大南部以及加利福尼亚东部和科罗拉多州。它们以群居方式筑巢。雌鸟通常会产下2或3个蛋。雄鳥和雌鳥轮流喂养雏鸟。